# علیت در هستی
اصل علیت در تمامی پدیده های عالم جاری است. به این معنا که نظام ثابت علت و معلولی بر جهان حاکم است و تمامی پدیده ها ضرورت وجود خود، ویژگی، اندازه و حدود خود را از علت خود کسب می کنند.علم و اراده و قضای الهی نیز از طریق همین علت ها جاری می گردد..طبق این قانون، چیزی که وجود نداشت اما بعدها ایجاد شد، به طور حتم علتی داشته است، زیرا محال است موجودی بدون علت ایجاد شود. این اصل درمورد واجب الوجود که خداوند است، صدق نمی‌کند؛ زیرا هر موجودی که ذاتش عین وجود و واقعیت است، بی‌نیاز از علت است، به عبارتی چون معدوم بودنش محال است، پس ازلی و ابدی است.

## اقسام علت
علت به دو دسته، علت ناقصه و علت تامه قابل تقسیم است. 

### علت تامه
مقصود از علل تامه در هر پدیده‌ای، مجموعه‌ای از علل و اسبابی خواهد بود که با تحقق مجموع آن‌ها، آن پدیده وجودش ضرورت می‌یابد و در صورت فقدان هریک از علل، وجود آن پدیده محال خواهد بود. 

### علت ناقصه
در این تعریف هریک از اجزای علت تامه، علت ناقصه نامیده می‌شود که نسبت پدیده با علت تامه نسبت ضرورت و قطعیت است، اما نسبت آن با علت ناقصه، نسبت امکان است، یعنی در صورت وجود برخی از علل، تنها امکان ایجاد پدیده محتمل است و زمانی که مجموعه علل همگی حاضر باشند امکان به ضرورت بدل می‌گردد . به عبارتی علتی که وجودش، معلول را ضروری الوجود نکند، اما عدمش، معلول را ضروری العدم کند، علت ناقصه نامیده می‌شود.

## تأثیر علت بر مقدرات معلول
هرکدام از اجزای علت در شکل‌گیری اندازه و مقدرات معلول اثرگذار است، درنتیجه اندازه نهایی معلول، براساس مجموعه اندازه‌هایی خواهد بود که علت تامه برای معلول رقم می‌زند؛ برای نمونه وقتی عللِ تامه تنفسِ انسان وجود داشته باشد، اندازه معینی از هوای مجاور دهان و بینی، در زمان و مکان مشخص به ریه انسان فرستاده می‌شود و این علت تامه، تنفس بی‌قید و شرط را به دنبال نخواهد داشت. این اندازه‌گیری‌ها در تمام پدیده‌های عالم جریان دارد. قرآن از این حقیقت به قدر یاد می‌کند.

## رابطه اختیار انسان و قانون علیت
افعال انسان نیز به عنوان یکی از پدیده‌های عالم بر طبق قانون علیت شکل می‌گیرد با این تفاوت که یکی از اجزای علت تامه در فعل انسان اراده و اختیار او است، یعنی اگر تمام علل حاضر باشند اما انسان اراده نکند آن فعل محقق نمی‌شود و از سویی دیگر اگر انسان اراده انجام کاری را داشته باشد، اما یکی از سایر علل مفقود باشند نیز، آن فعل محقق نمی‌گردد. به عبارتی اجزای دیگر عالم بر فعل انسان اثر می‌گذارند. از سویی دیگر یکی از اجزای علت تامه نیز اختیار انسان است، بنابراین نسبت اختیار انسان به تحقق فعل نسبت امکان است، نه ضرورت. برای نمونه تحقق فعل خوردن توسط انسان، نیازمند وسائلی همچون، دست، دهان، اراده انسان، وجود غذا در خارج و محقق شدن شرایط زمانی و مکانی آن است، با مفقود بودن هریک از علل، خوردن اتفاق نمی‌افتد.

##### شبهه تناقض اختیار انسان و اراده‌ی الهی
در قانون علیت، شبهه تناقض دو علت قابل طرح است: یکی اختیار انسان و دیگری اراده الهی است. در مقام پاسخگویی، محمد حسین طباطبایی رابطه اختیار انسان و اراده الهی را با توجه به آیه 54 سوره اعراف تبیین می‌نماید. او معتقد است دو عالم وجود دارد یکی عالم امر و دیگری عالم خلق. در یک ارتباطِ طولی، عالم خلق نیازمند به عالم امر است. در عالم امر تغییر و دگرگونی معنا ندارد به عبارتی فعلیت محض و عالم بیزمانی است. علم ازلی الهی که غیرقابل تغییر است در عالم امر قرار دارد. بنابراین مرحله قضای قدر الهی و علم به سرنوشت عالم و انسان از عالم امر است. در مقابلِ عالم امر، عالم خلق قرار دارد که زمانمند و تغییرپذیر است. طبق نظر علامه بستر اجرای فعل الهی و مرتبه قدر الهی، عالم خلق است. اموری مانند بداء در مقدرات که توسط توسل، نذر، دعا یا تغییر اراده انسان شکل می‌گیرد در عالم خلق محقق می‌گردد. به عبارتی اختیار انسان در عالم خلق ظهور می‌یابد. از طرفی عالم خلق در درون عالم امر قرار دارد؛ پس باید گفت اراده انسان تحت اراده الهی است و اراده الهی بر مختار بودن انسان در عالم خلق قرار گرفته است. این همان رابطه طولی اختیار انسان و اراده الهی است.
انسان امکان فعل را دارد، یعنی اختیار انجام فعل را دارد. از این‌ رو بر افعال انسانی نه جبر حاکم است و نه تفویض (قدر)، بلکه طبق روایات مفهومی به نام امر بین الامرین وجود دارد که منطبق با تعریفی است که علامه طباطبایی از قانون علیت و فعل انسان ارائه می‌دهد. در این دیدگاه اگرچه انسان در فعل خود مختار است، اما مستقل نیست، زیرا از یک سو اختیار انسان نیز از جانب خداوند به انسان داده شده و از سویی دیگر خداوند در صورتی فعل انسان را ضرورت بخشیده که مجموع علت تامه حاضر باشند که اراده انسان، تنها یکی از آن علل است.

##### ارتباط قانون علیت با قضا و قدر
قانون علیت در قرآن کریم با بیان قضا و قدر الهی همسو است. مفهوم قضای الهی در آیه 117 سوره بقره ناظر بر اصل علیت است و تأکید بر این مطلب دارد که هر پدیده و حادثه‌ای که در عالم محقق می‌شود ضروری الوجود است و این ضرورت، نشأت گرفته از هستی دهنده عالم است، به عبارتی قضای الهی بر امری واقع می‌گردد که علت تامه‌اش محقق شده باشد. مفهوم قدر الهینیز در قرآن بر این مطلب اشاره دارد که هریک از اجزای علت تامه در شکل‌گیری اندازه پدیده دخیل است و سرچشمه آن اندازه‌گیری ها نیز از جانب خداوند است. البته گاهی خداوند چیزی را تقدیر می‌کند، اما به دلیل فقدان علل و شرایط یا وجود موانع قضای آن امر را نمی‌راند، در این صورت آن تقدیر محو می‌شود و تقدیری دیگر جایگزین آن می‌گردد؛اما وقتی چیزی مقدر شد و قضای آن نیز رانده شد، یعنی همه علل و عوامل موجود بود و موانعی نیز نبود، آن امر محقق می‌شود و قضای برگشت ناپذیر و حتمی خواهد بود.